# صفا تاج الدين
صفا تاج الدين (12 ديسمبر 1977 -), ممثلة مصرية.

## مشوارها الفني
بدأت حياتها الفنية بالعمل في مجال عرض الأزياء، قبل أن تنتقل للتمثيل من خلال أول ظهور لها في السينما في فيلم «بحبك وبموت فيك» عام 2005. شاركت بعدها في العديد من الأعمال الفنية.

## أعمالها

### الأفلام
- بحبك وبموت فيك (2005).
- أوقات فراغ (2006).
- أيامنا الجاية (2008).
- كاريوكي (2008).

### المسلسلات
- وعادت القلوب (2008).
- عصابة بابا وماما (2009).
- قناة اطفالكم سيت كوم (2010).
- حقائق غامضة تمثيلية (2010).

## روابط خارجية
- صفا تاج الدين على موقع الدهليز
- صفا تاج الدين على موقع قاعدة بيانات الأفلام العربية